# Gustaf Kossinna
Gustaf Kossinna (ur. 28 września 1858 w Tylży, zm. 20 grudnia 1931 w Berlinie) – niemiecki lingwista, profesor archeologii na Friedrich-Wilhelms-Universität w Berlinie w latach 1902-1927 oraz twórca „metody etnicznej”. Zajmował się głównie problematyką pochodzenia i rozprzestrzeniania się Germanów. Był on zgermanizowanym Mazurem.

## Teoria Kossinny
Od 1876 studiował w Getyndze, Lipsku, Berlinie i Strasburgu. Pod wpływem berlińskiego profesora Karla Müllenhoffa zainteresował się niemieckim pochodzeniem. Był twórcą archeologii osadniczej, łączącej kultury archeologiczne z jednostkami etnicznymi. Uważał, że różnice i podobieństwa kulturowe wynikają ze zróżnicowania lub jedności etnicznej. Obszar określonych terytoriów kulturowych odpowiada zasięgowi osadnictwa głównych ludów i grup etnicznych. Jego uczniem był twórca poznańskiej szkoły archeologicznej prof. Józef Kostrzewski, który stosując bardzo zbliżoną metodologię doszedł do teorii autochtonicznej, zakładającej historyczną ciągłość osadnictwa słowiańskiego na terenie Polski od prehistorii, przez co stał się głównym polemistą i przeciwnikiem swojego nauczyciela.
Według Kossinny, plemiona germańskie miały w starożytności zasiedlać znaczne obszary środkowej Europy, włącznie z Polską, prasłowiańskie zaś, a później słowiańskie - błota Prypeci. Według niego Słowianie, odcięci od wszelkich prądów wyższej kultury, biedni i prymitywni, dopiero w VI wieku, wykorzystując sprzyjającą chwilę dziejową, zajęli dzisiejsze siedziby ku wschodowi i zachodowi, wtedy, gdy ludy germańskie stworzyły już bogatą cywilizację, niezależną od wpływów świata śródziemnomorskiego lub orientalnego.

## Związki koncepcji Kossinny z narodowym socjalizmem
Już w chwili ogłoszenia swojej teorii, w 1895 roku, na zjeździe Niemieckiego Towarzystwa Antropologicznego w Kassel, sam Kossinna włączył ją w służbę niemieckiej idei narodowej, która miała uzasadniać terytorialne roszczenia Niemiec wobec ziem zamieszkanych przez Czechów i Polaków. Jego teorie dotyczące pochodzenia Germanów mocno wpłynęły na ideologię narodowosocjalistyczną. Uprawiana przez niego apoteoza prehistorycznej kultury germańskiej spowodowały, że po zwycięstwie wyborczym Narodowosocjalistycznej Partii Robotniczej Niemiec stał się wysoko ceniony w Niemczech. Między 1933 a 1936 rokiem pojawiły się 3 wydania jego książki Die deutsche Vorgeschichte w której twierdził m.in., że polskie Pomorze oraz Wielkopolska były prakolebką Germanów już w epoce brązu, podczas gdy ludność słowiańska pojawiła się tam o wiele później. Wychodząc z tego założenia uważał, że ziemie te należą się Niemcom, spadkobiercom starożytnych Germanów. Uczniowie Kossinny, jak prof. Hans Schleif, wówczas Obersturmbannführer SS, podlegający bezpośrednio Reichsführerowi SS Heinrichowi Himmlerowi, prowadzili prace badawcze w Biskupinie, które miały udowodnić germańskie pochodzenie osady.
Przeciwko teorii Kossinny mocno występował jego były student, polski archeolog Józef Kostrzewski, za co dostał się na listę wrogów III Rzeszy. J. Kostrzewski, choć odrzucał niektóre rasistowskie założenia G. Kossinny, przejął kilka jego podstawowych tez, w tym identyfikację zasięgu określonej kultury archeologicznej z zasięgiem wspólnoty etnicznej (plemieniem/ludem). Po przegranej przez Polskę kampanii wrześniowej prof. Kostrzewski zdołał uciec, ale cały okres okupacji niemieckiej w Polsce musiał spędzić ukrywając się przed gestapo pod zmienionym nazwiskiem.

## Dzieła
- Großgartacher und Rössener Stil. Zeitschrift für Ethnologie 1908, 569 ff.
- Die deutsche Vorgeschichte, eine hervorragend nationale Wissenschaft Curt Kabitzsch Verlag (Leipzig 1912).
- Die Herkunft der Germanen. Zur Methode der Siedlungsarchäologie. Mannus-Bibliothek 6 (Würzburg 1911).
- Der Goldfund vom Messingwerk bei Eberswalde und die goldenen Kultgefäße der Germanen. Mannus-Bibliothek 12 (Würzburg 1913).
- Die deutsche Ostmark, ein Heimatboden der Germanen (Berlin 1919).
- Altgermanische Kulturhöhe. Eine Einführung in die deutsche Vor- und Frühgeschichte (Leipzig 1935).
- Ursprung und Verbreitung der Germanen in vor- und frühgeschichtlicher Zeit. (3. Aufl. Leipzig 1936).